# Sacro Cuore (Bronte)

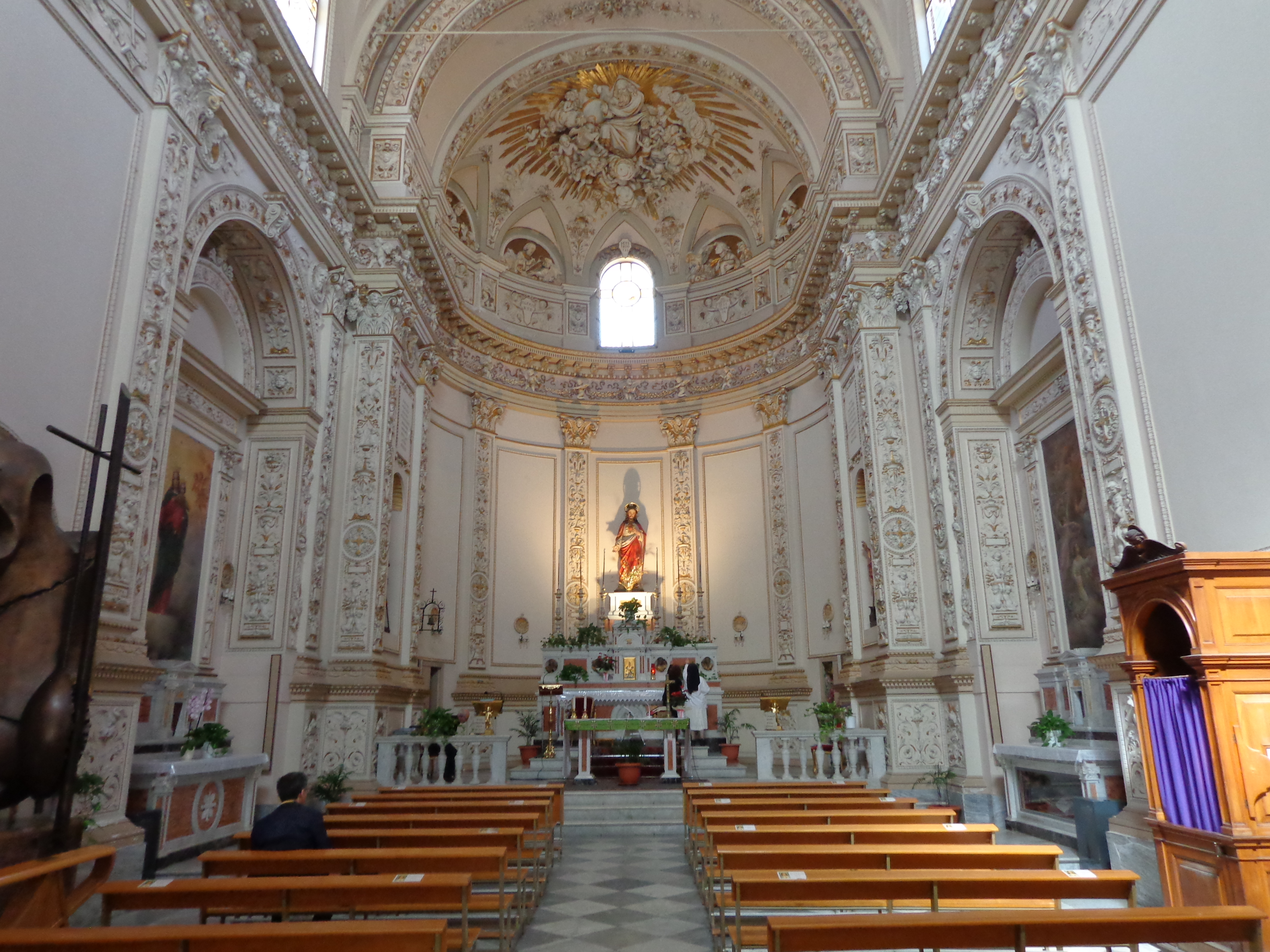
Innenraum der Chiesa del Sacro Cuore

Die Chiesa del Sacro Cuore (Herz-Jesu-Kirche) ist eine römisch-katholische Kirche in Bronte in der italienischen Provinz Catania auf Sizilien. Sie gehört zum Erzbistum Catania in der Kirchenregion Sizilien und ist dem Heiligsten Herzen Jesu gewidmet. Die Kirche ist Teil des Gebäudekomplexes des ehemaligen Collegio Capizzi.

## Geschichte
Die Kirche wurde 1907–1914 an der Stelle einer Rochus-Kapelle (Cappella di San Rocco) aus dem 16. Jahrhundert errichtet. Der Bau wurde vom Rektor des Collegio Capizzi, Giuseppe Prestianni, veranlasst, Architekt war Leandro Caselli. Die Eröffnung fand am 15. November 1914 im Beisein von Giuseppe Francica-Nava de Bontifè, dem damaligen Erzbischofs von Catania statt.
Im April 1994 wurden die sterblichen Überreste des Gründers des Kollegs Ignazio Capizzi in die Kirche überführt. Er war ursprünglich im Konvent von Sant’Ignazio all’Olivella in Palermo bestattet.

## Architektur

### Baubeschrieb
Die Kirche bildet heute das Bindeglied zwischen dem alten und dem neuen Flügel des Collegio Capizzi, die sie beide überragt. Der Bau vermischt in der für den ausgehenden Historismus typischen eklektizistischen Manier Elemente der Renaissance und des Barock. Die Fassade ist klassisch gegliedert. Über dem Eingangsportal steht die Inschrift: AD MITE COR ACCEDITE („Tretet an das milde Herz heran“). Bekrönt wird es von einem wuchtigen Architrav aus Vulkanit, der von zwei ionischen Säulen getragen wird. Im Innern handelt es sich um eine einschiffige Saalkirche mit rechteckigem Grundriss und einer Apsis.

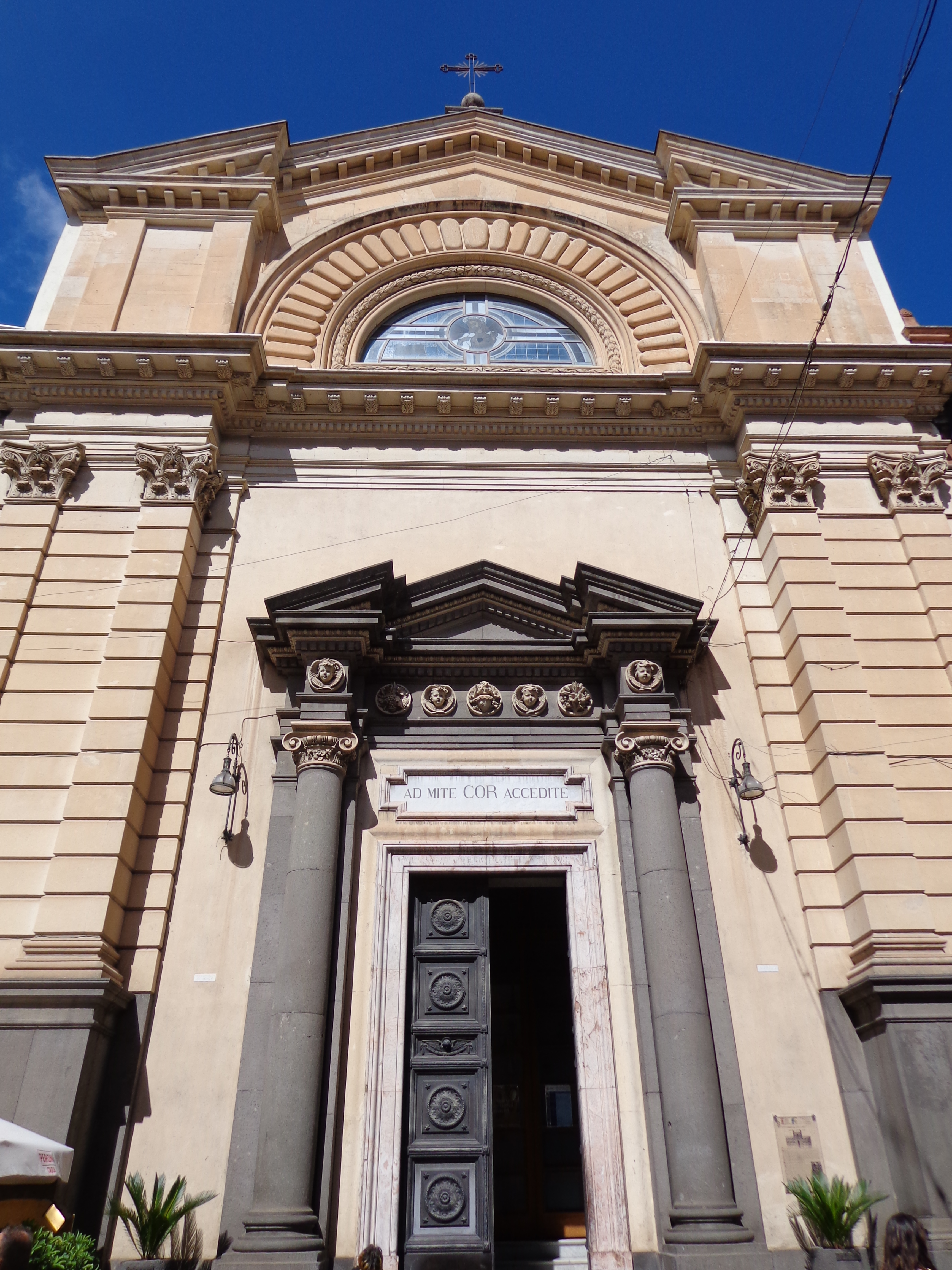
Fassade
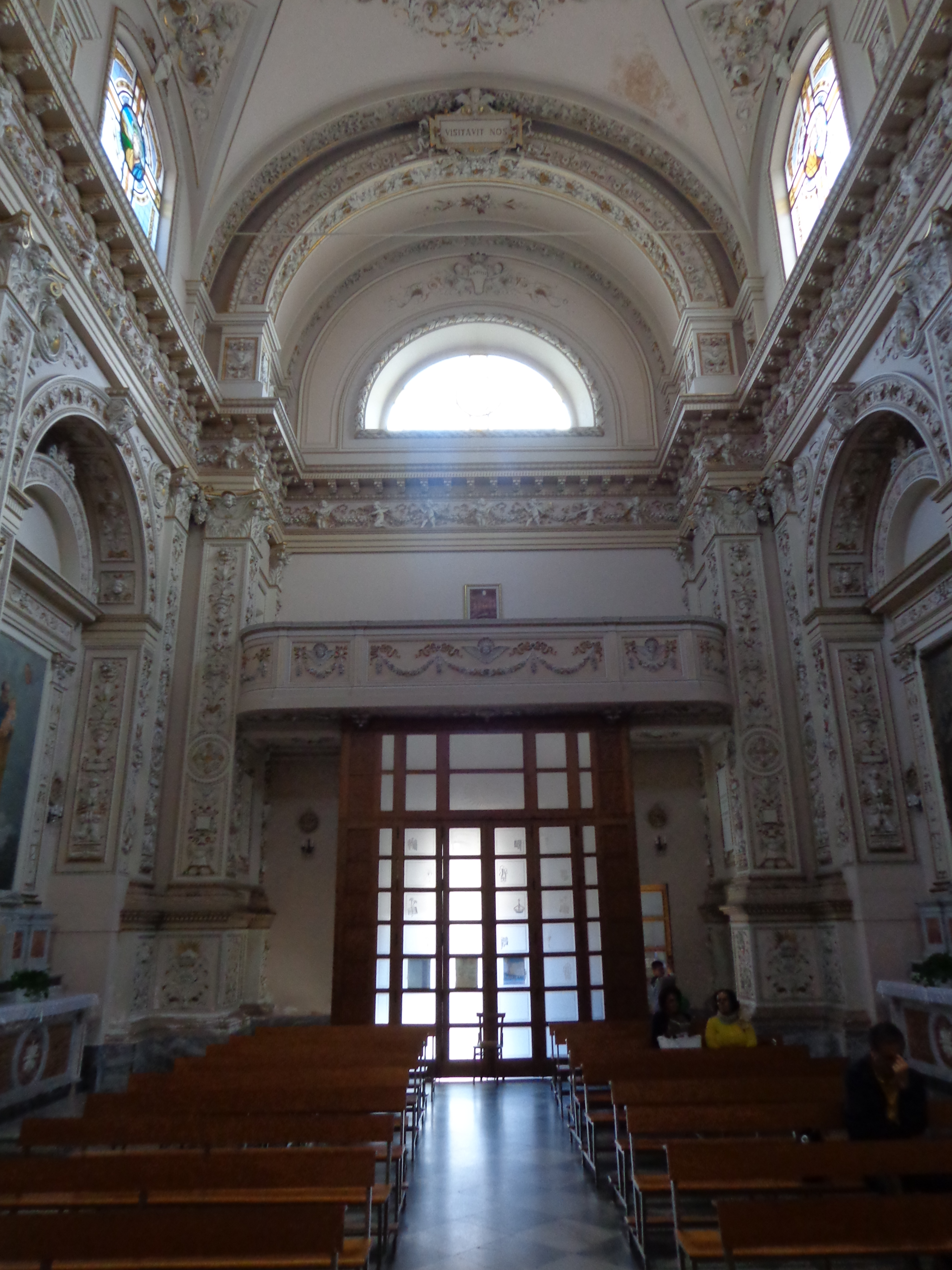
Eingangsportal
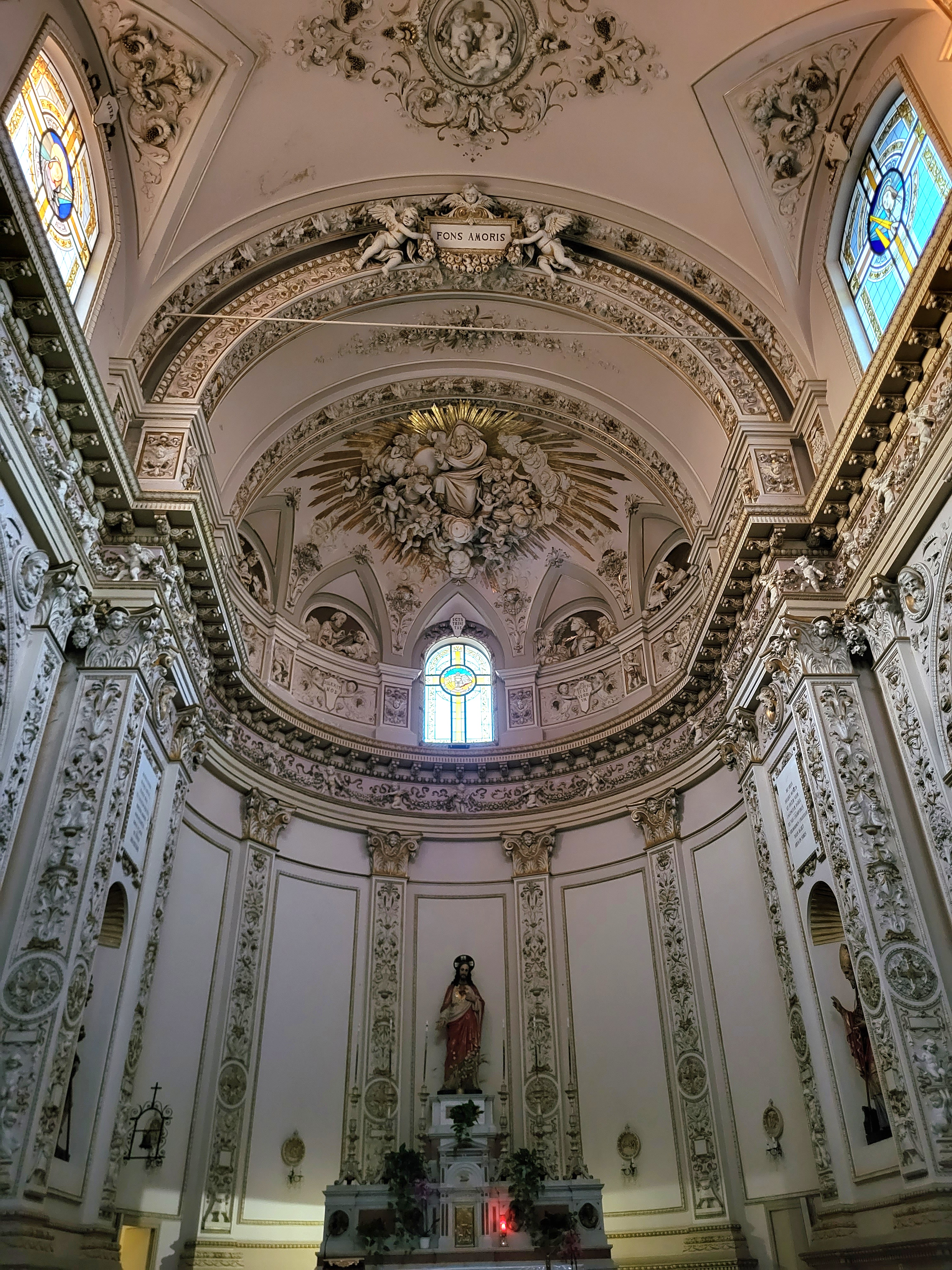
Apsis

### Innenausstattung
Wände und Gewölbe sind überreich mit barockisierenden vergoldeten Stuckornamenten geschmückt. In der Halbkuppel sind die vier Evangelisten figürlich und mit ihren Attributen dargestellt, links Markus mit dem Löwen und Matthäus mit dem Menschen, rechts Johannes mit dem Adler und Lukas mit dem Stier. Darüber thront Gott der Vater, dessen Gesicht dem Stammvater der einflussreichen lokalen Familie Barbaria nachempfunden ist. 

Der marmorne Hauptaltar in der Apsis ist ein Werk von Domenico Spampinato. Auf ihm steht die Statue des Heiligsten Herzens, die von der römischen Fabrik für religiöse Figuren „Francesco Rosa e Zanazio“ (auch „Rosa Zanazio“) produziert wurde. Die in seitlichen Ädikulä stehenden Gipsfiguren der Heiligen Rochus und Eligius stammen von derselben Fabrik. Rochus ist ikonografisch am Pilgerstab und dem Pestmal, auf das er mit seiner Linken hinweist, erkennbar und erinnert an das Patrozinium der Vorgängerkirche. Eligius wird als Bischof von Noyon mit seinen Insignien Mitra und Krummstab dargestellt.

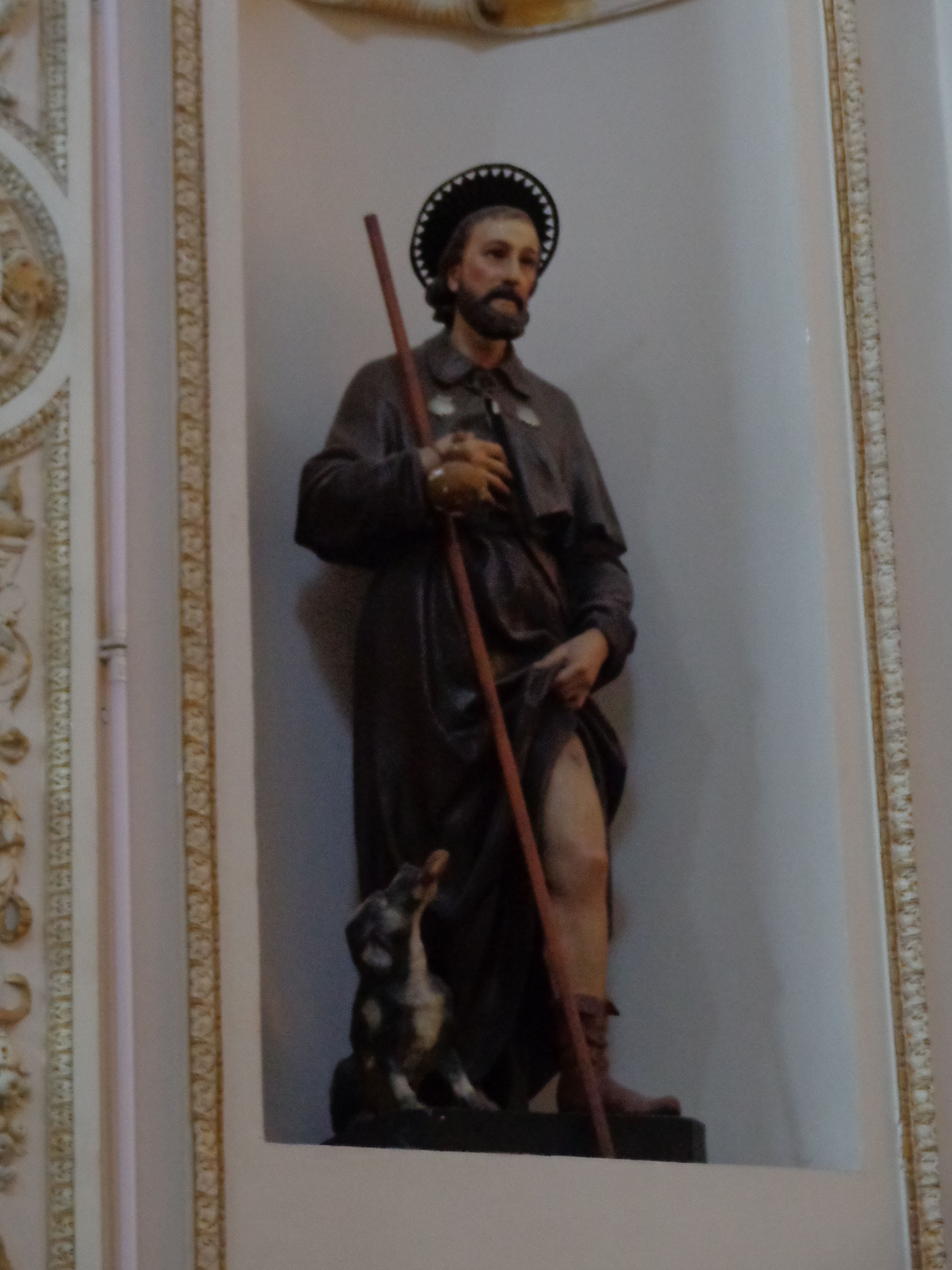
Hl. Rochus von Montpellier
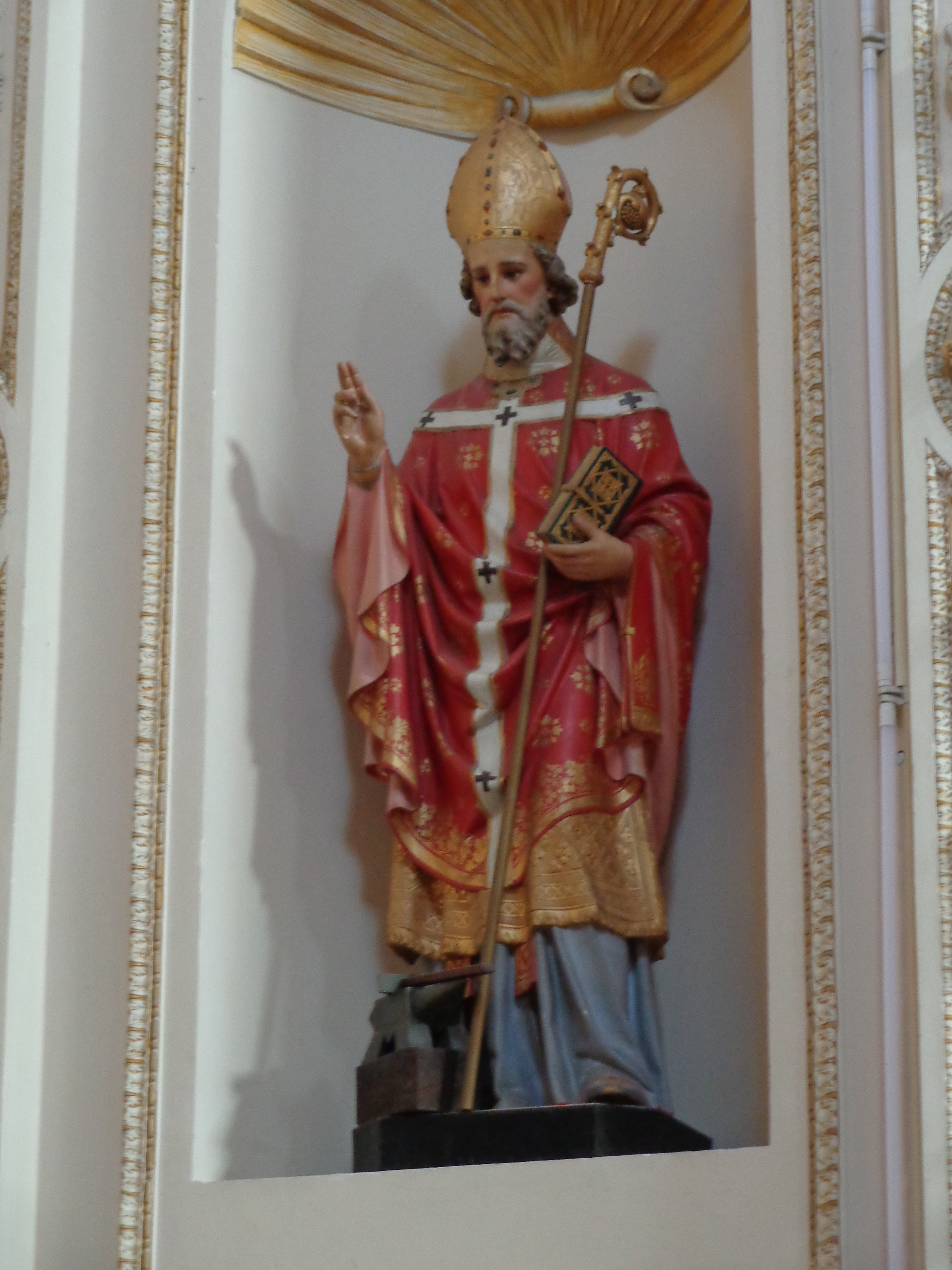
Hl. Eligius von Noyon

In die Seitenwände des Schiffs sind vier Nebenaltäre eingelassen, die wie der Hauptaltar von Domenico Spampinato gestaltet wurden. Der Altar rechts des Eingangs ist dem Hl. Josef gewidmet. Das Gemälde darüber, das Josef mit dem Jesuskind zeigt, wurde von Angelo La Naia (1884–1968) gefertigt. Der Künstler stammte ursprünglich aus Adrano und zog früh nach Florenz, wo er auch das Werk schuf. Der Altar vorne rechts ist der Lokalheiligen Caritosa, einer Märtyrerin, gewidmet. Das dazugehörige Gemälde wurde 1919 vom Cataneser Alessandro Abate angefertigt und zeigt die Himmelfahrt der Heiligen, wie sie in Proskynese vor der von Engeln, Putten und Cherubim umschwebten Gottesmutter kniet und für Bronte bittet. Unten rechts ist eine Vedute der Stadt mit dem Collegio Capizzi vor dem Ätna abgebildet. Im Altar befindet sich hinter einer Glasscheibe die Ganzkörperreliquie der Heiligen, die der Stadt 1793 von Nicola Spedalieri vermacht worden ist. Das Pappmaché-Reliquiar ist ein Werk von Luigi Guacci (1871–1934) aus Lecce.

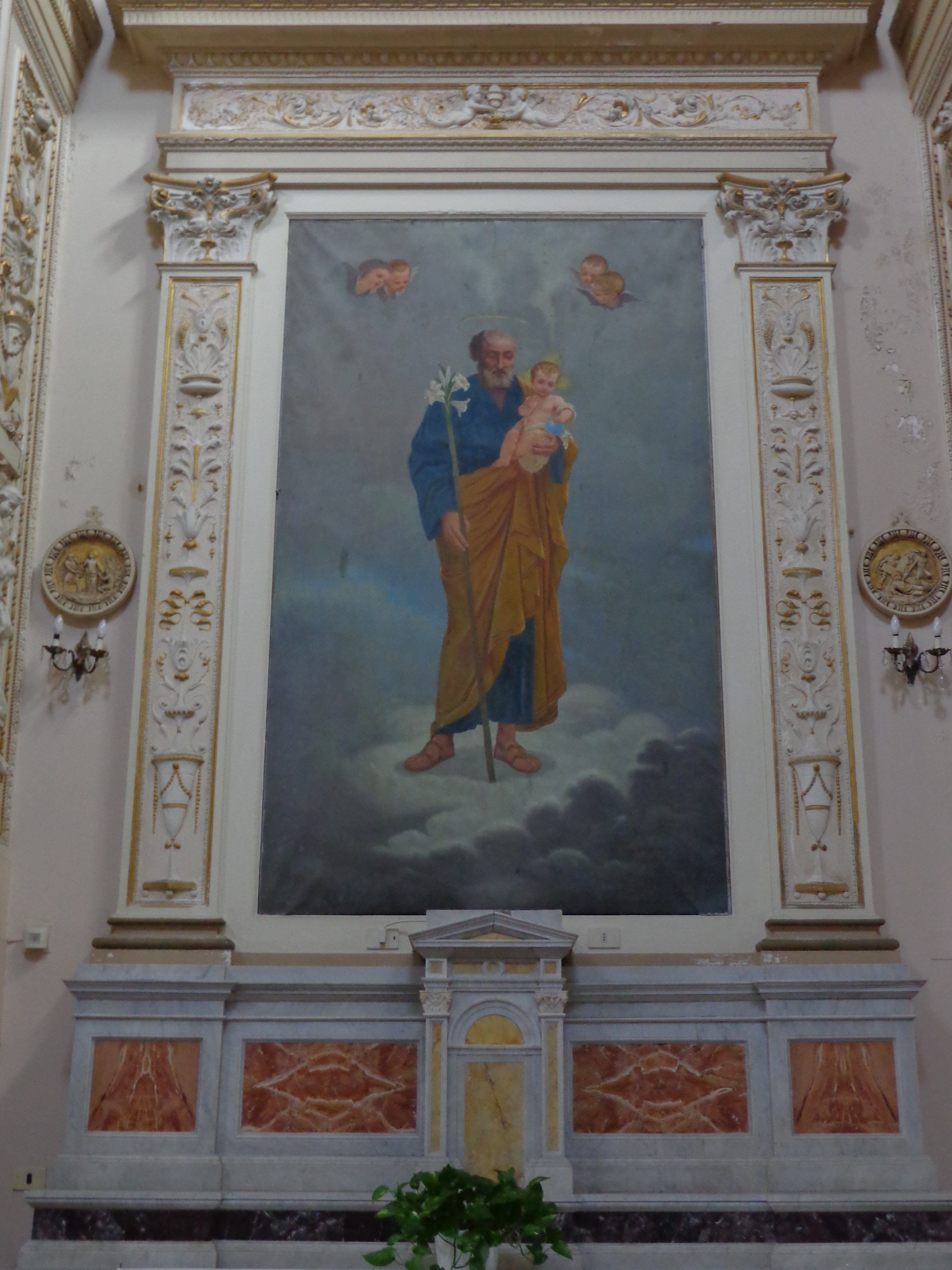
Gemälde des Hl. Josef mit Jesuskind von Angelo La Naia (1915)
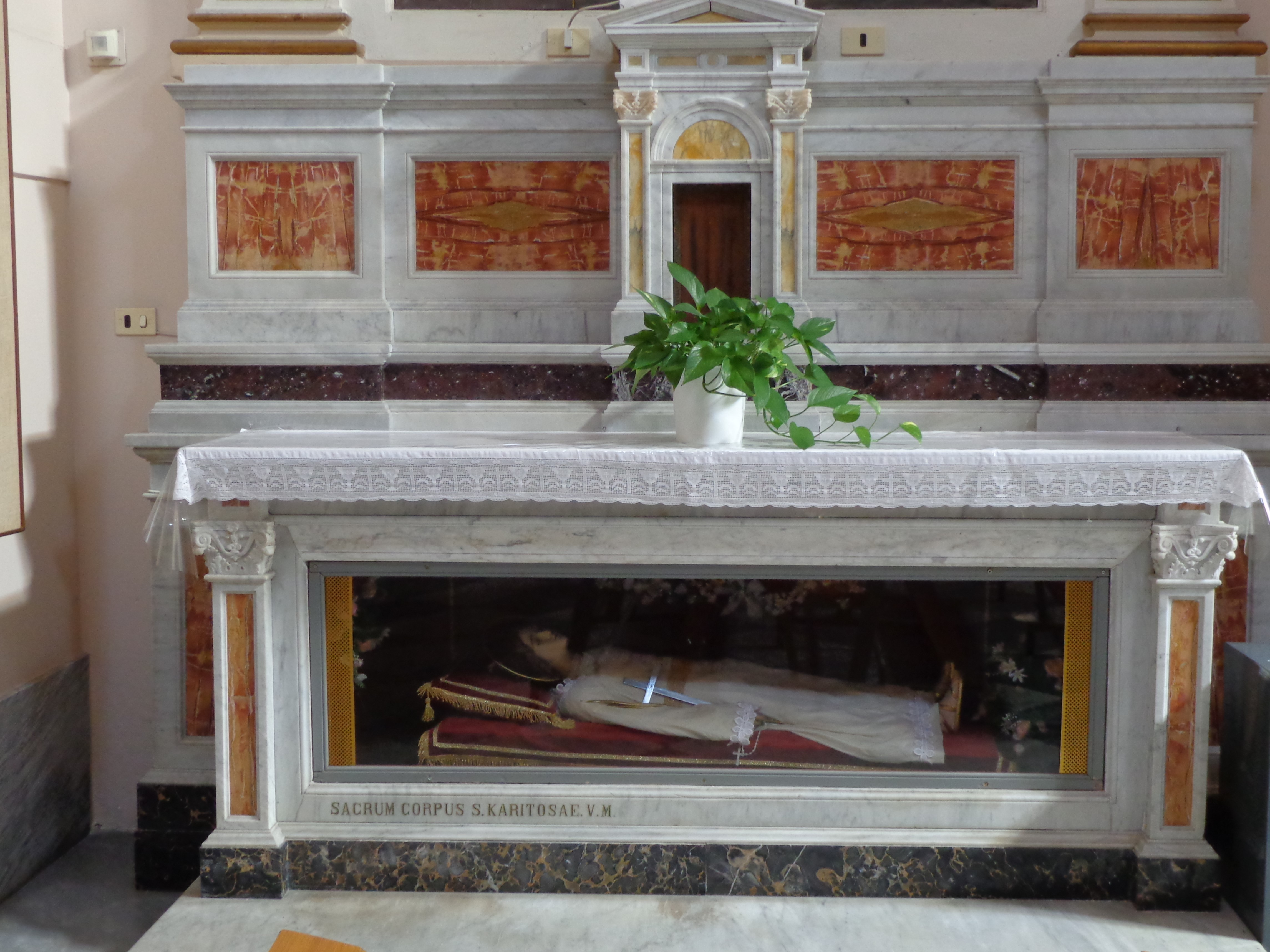
Reliquie der Hl. Caritosa
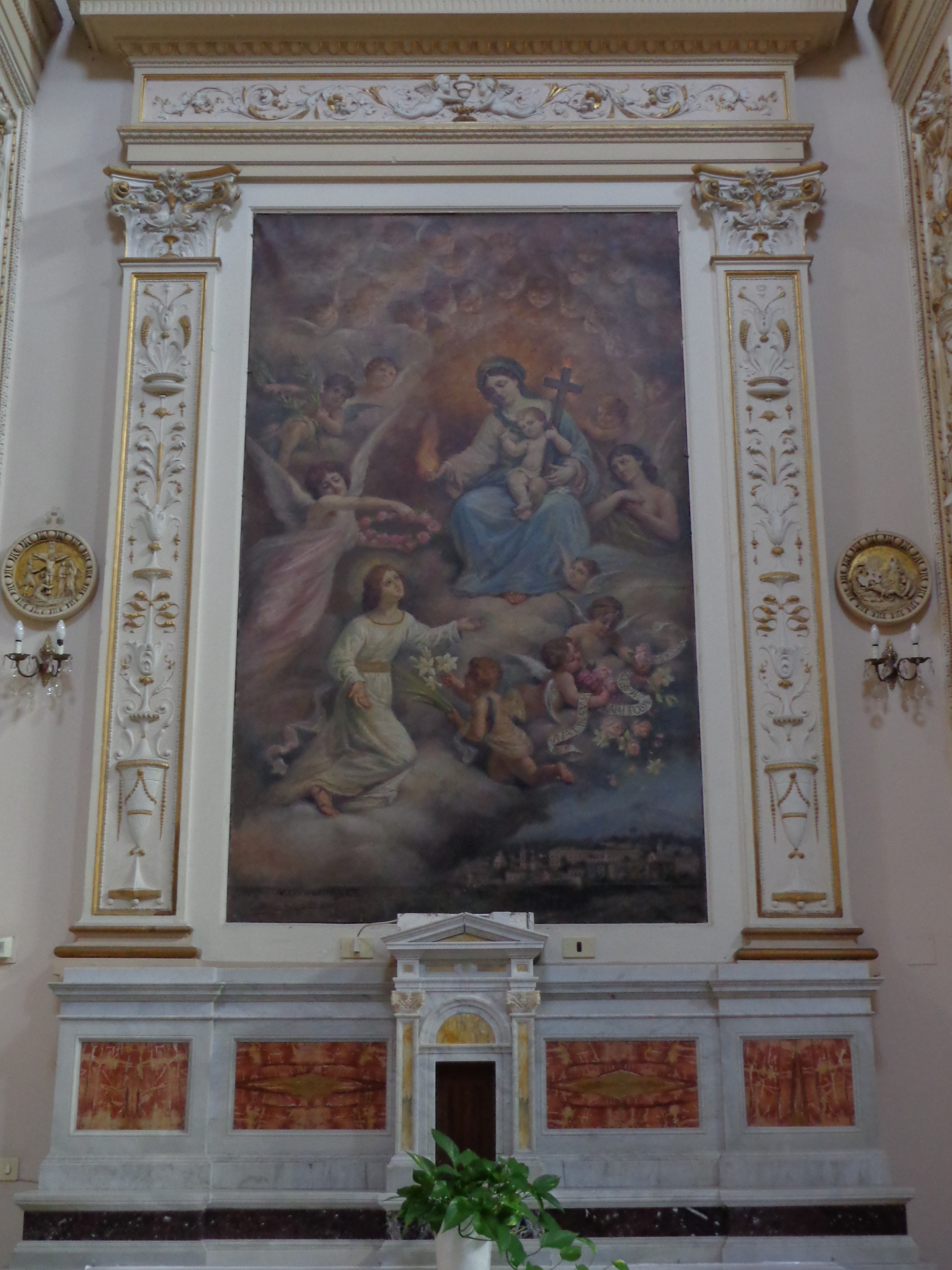
Gemälde der Hl. Caritosa von Alessandro Abate (1919)

Der Altar vorne links ist dem Hl. Antonius von Padua gewidmet. Das Gemälde stammt ebenfalls von Abate. Der Altar links des Eingangs ist Maria, Hilfe der Christen gewidmet. Das Gemälde stammt von einem nicht näher bekannten Turiner Maler.

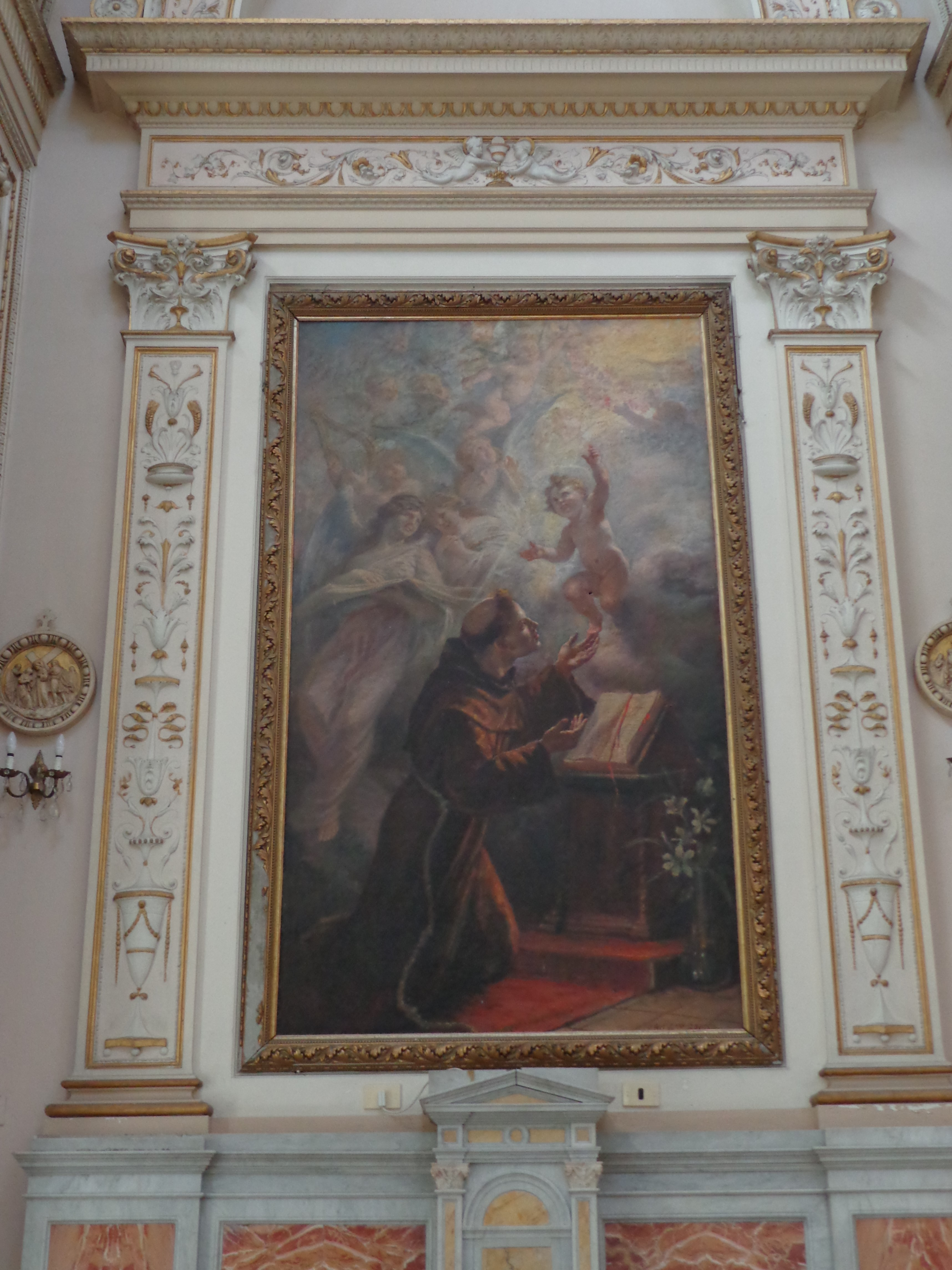
Gemälde des Hl. Antonius von Alessandro Abate
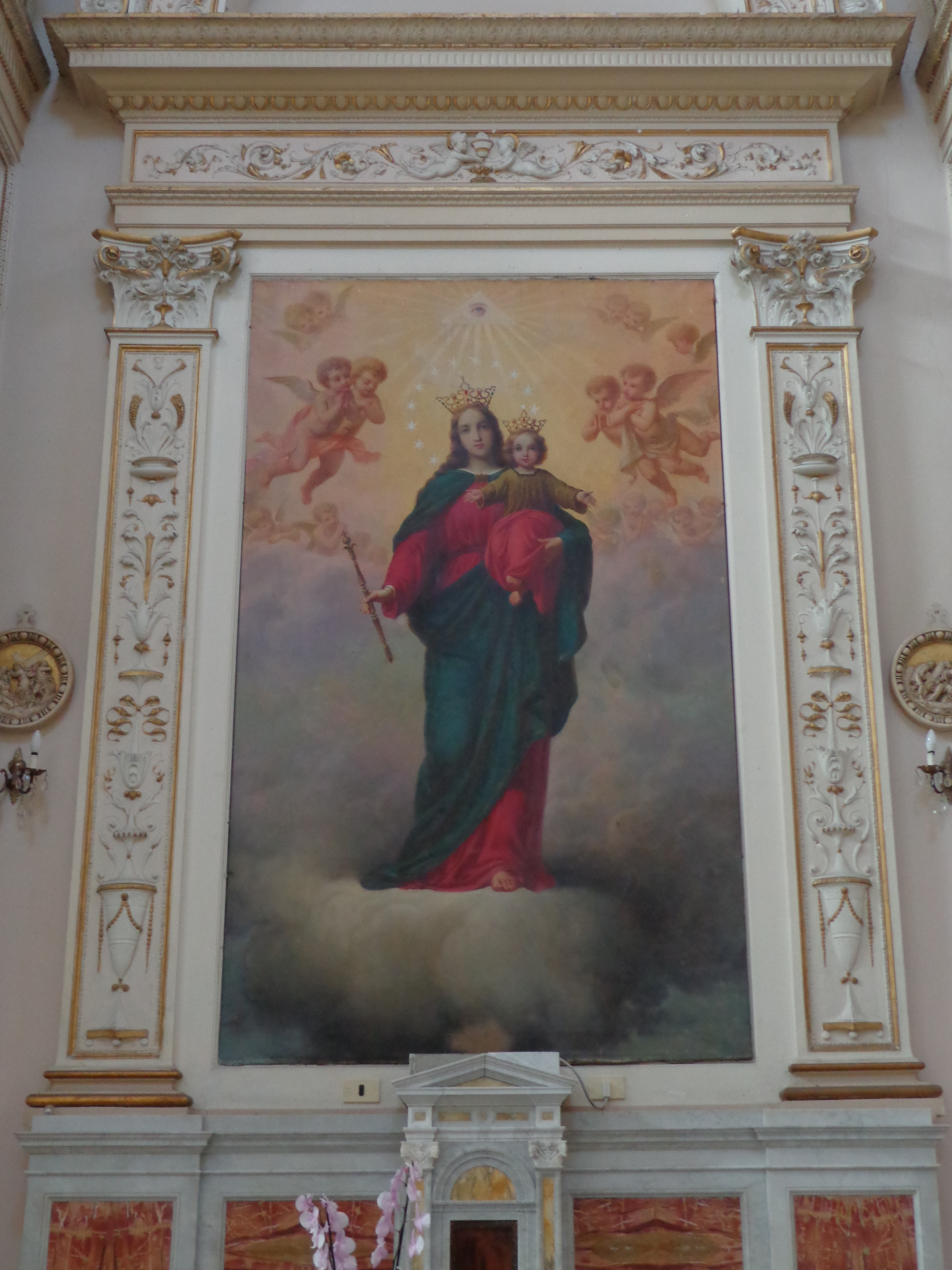
Maria Hilf, Gemälde eines Turiner Malers

Zwischen den beiden Altären auf der linken Seite steht das 1993 vom sizilianischen Architekten Ivo Celeschi (* 1932) geschaffene Grabmal Capizzis. Gestiftet wurde es von Silvio Berlusconis Finanzholding Fininvest auf Initiative des palermitanischen Politikers Marcello Dell’Utri, der selbst eine von Capizzi gegründete Schule besucht hat.